# Campionati europei di ciclismo su pista 2025 - Velocità maschile
La gara della velocità maschile ai Campionati europei di ciclismo su pista 2025 si svolse dal 14 al 15 febbraio 2025 presso il Omnisport Heusden-Zolder di Heusden-Zolder, in Belgio.

## Risultati

### Qualificazioni
I migliori 4 atleti si qualificano per gli ottavi di finale, dal quinto al ventottesimo tempo si qualificano per i sedicesimi di finale.
| Pos | Nome                 | Nazione                     | Tempo  | Diff.  | Note |
| --- | -------------------- | --------------------------- | ------ | ------ | ---- |
| 1   | Mikhail Yakovlev     | Israele                     | 9.402  |        | Q    |
| 2   | Harrie Lavreysen     | Paesi Bassi                 | 9.405  | +0.003 | Q    |
| 3   | Mateusz Rudyk        | Polonia                     | 9.566  | +0.164 | Q    |
| 4   | Rayan Helal          | Francia                     | 9.651  | +0.249 | Q    |
| 5   | Harry Ledingham-Horn | Regno Unito                 | 9.698  | +0.296 | q    |
| 6   | Tijmen van Loon      | Paesi Bassi                 | 9.737  | +0.335 | q    |
| 7   | Sébastien Vigier     | Francia                     | 9.796  | +0.394 | q    |
| 8   | Matěj Tamme          | Rep. Ceca                   | 9.811  | +0.409 | q    |
| 9   | Luca Spiegel         | Germania                    | 9.819  | +0.417 | q    |
| 10  | Dominik Topinka      | Rep. Ceca                   | 9.819  | +0.417 | q    |
| 11  | Vladyslav Denysenko  | Ucraina                     | 9.831  | +0.429 | q    |
| 12  | Rafał Sarnecki       | Polonia                     | 9.872  | +0.470 | q    |
| 13  | Hayden Norris        | Regno Unito                 | 9.892  | +0.490 | q    |
| 14  | Ekain Jiménez        | Spagna                      | 9.921  | +0.519 | q    |
| 15  | Mattia Predomo       | Italia                      | 9.923  | +0.521 | q    |
| 16  | Nikita Kalachnik     | Atleti Neutrali Autorizzati | 9.943  | +0.541 | q    |
| 17  | Nikita Kiriltsev     | Atleti Neutrali Autorizzati | 9.949  | +0.547 | q    |
| 18  | Maximilian Dörnbach  | Germania                    | 9.957  | +0.555 | q    |
| 19  | Konstantinos Livanos | Grecia                      | 10.001 | +0.599 | q    |
| 20  | Runar De Schrijver   | Belgio                      | 10.003 | +0.601 | q    |
| 21  | Stefano Moro         | Italia                      | 10.004 | +0.602 | q    |
| 22  | Lowie Nulens         | Belgio                      | 10.062 | +0.660 | q    |
| 23  | Esteban Sánchez      | Spagna                      | 10.063 | +0.661 | q    |
| 24  | Vasilijus Lendel     | Lituania                    | 10.065 | +0.663 | q    |
| 25  | Bohdan Danylchuk     | Ucraina                     | 10.073 | +0.671 | q    |
| 26  | Laurynas Vinskas     | Lituania                    | 10.118 | +0.716 | q    |
| 27  | Miltiadis Charovas   | Grecia                      | 10.298 | +0.896 | q    |
| 28  | Patrik Rómeó Lovassy | Ungheria                    | 10.306 | +0.904 | q    |
| 29  | Eduard Žalar         | Slovenia                    | 10.633 | +1.231 |      |

### Sedicesimi
I vincitori delle batterie avanzano agli ottavi di finale.
| Batteria | Rank | Nome                 | Nazione                     | Tempo  | Note |
| -------- | ---- | -------------------- | --------------------------- | ------ | ---- |
| 1        | 1    | Harry Ledingham-Horn | Regno Unito                 | X      | Q    |
| 1        | 2    | Patrik Rómeó Lovassy | Ungheria                    | +0.185 |      |
| 2        | 1    | Tijmen van Loon      | Paesi Bassi                 | X      | Q    |
| 2        | 2    | Miltiadis Charovas   | Grecia                      | +0.564 |      |
| 3        | 1    | Sébastien Vigier     | Francia                     | X      | Q    |
| 3        | 2    | Laurynas Vinskas     | Lituania                    | +0.241 |      |
| 4        | 1    | Matěj Tamme          | Rep. Ceca                   | X      | Q    |
| 4        | 2    | Bohdan Danylchuk     | Ucraina                     | +0.146 |      |
| 5        | 1    | Vasilijus Lendel     | Lituania                    | X      | Q    |
| 5        | 2    | Luca Spiegel         | Germania                    | +0.021 |      |
| 6        | 1    | Dominik Topinka      | Rep. Ceca                   | X      | Q    |
| 6        | 2    | Esteban Sánchez      | Spagna                      | +1.977 |      |
| 7        | 1    | Vladyslav Denysenko  | Ucraina                     | X      | Q    |
| 7        | 2    | Lowie Nulens         | Belgio                      | +0.018 |      |
| 8        | 1    | Rafał Sarnecki       | Polonia                     | X      | Q    |
| 8        | 2    | Stefano Moro         | Italia                      | +0.015 |      |
| 9        | 1    | Hayden Norris        | Template:GBR2               | X      | Q    |
| 9        | 2    | Runar De Schrijver   | Belgio                      | +0.056 |      |
| 10       | 1    | Konstantinos Livanos | Grecia                      | X      | Q    |
| 10       | 2    | Ekain Jiménez        | Spagna                      | +0.161 |      |
| 11       | 1    | Mattia Predomo       | Italia                      | X      | Q    |
| 11       | 2    | Maximilian Dörnbach  | Germania                    | +0.002 |      |
| 12       | 1    | Nikita Kiriltsev     | Atleti Neutrali Autorizzati | X      | Q    |
| 12       | 2    | Nikita Kalachnik     | Atleti Neutrali Autorizzati | +0.332 |      |

### Ottavi
I vincitori delle batterie avanzano ai quarti di finale.
| Batteria | Rank | Nome                 | Nazione                     | Tempo  | Note |
| -------- | ---- | -------------------- | --------------------------- | ------ | ---- |
| 1        | 1    | Mikhail Yakovlev     | Israele                     | X      | Q    |
| 1        | 2    | Nikita Kiriltsev     | Atleti Neutrali Autorizzati | +0.157 |      |
| 2        | 1    | Harrie Lavreysen     | Paesi Bassi                 | X      | Q    |
| 2        | 2    | Mattia Predomo       | Italia                      | +0.115 |      |
| 3        | 1    | Mateusz Rudyk        | Polonia                     | X      | Q    |
| 3        | 2    | Konstantinos Livanos | Grecia                      | +0.049 |      |
| 4        | 1    | Rayan Helal          | Francia                     | X      | Q    |
| 4        | 2    | Hayden Norris        | Regno Unito                 | +0.131 |      |
| 5        | 1    | Harry Ledingham-Horn | Regno Unito                 | X      | Q    |
| 5        | 2    | Rafał Sarnecki       | Polonia                     | +0.086 |      |
| 6        | 1    | Tijmen van Loon      | Paesi Bassi                 | X      | Q    |
| 6        | 2    | Vladyslav Denysenko  | Ucraina                     | +0.368 |      |
| 7        | 1    | Sébastien Vigier     | Francia                     | X      | Q    |
| 7        | 2    | Dominik Topinka      | Rep. Ceca                   | +0.114 |      |
| 8        | 1    | Matěj Tamme          | Rep. Ceca                   | X      | Q    |
| 8        | 2    | Vasilijus Lendel     | Lituania                    | +0.294 |      |

### Quarti
I vincitori delle batterie avanzano in semifinale.
| Batteria | Rank | Nome                 | Nazione     | Gara 1 | Gara 2 | Decider (sn) | Note |
| -------- | ---- | -------------------- | ----------- | ------ | ------ | ------------ | ---- |
| 1        | 1    | Mikhail Yakovlev     | Israele     | X      | X      |              | Q    |
| 1        | 2    | Matěj Tamme          | Rep. Ceca   | +0.472 | +0.187 |              |      |
| 2        | 1    | Harrie Lavreysen     | Paesi Bassi | X      | X      |              | Q    |
| 2        | 2    | Sébastien Vigier     | Francia     | +0.479 | +0.052 |              |      |
| 3        | 1    | Mateusz Rudyk        | Polonia     | X      | X      |              | Q    |
| 3        | 2    | Tijmen van Loon      | Paesi Bassi | +0.126 | +0.054 |              |      |
| 4        | 1    | Rayan Helal          | Francia     | X      | X      |              | Q    |
| 4        | 2    | Harry Ledingham-Horn | Regno Unito | +0.064 | +2.449 |              |      |

### Semifinali
I vincitori avanzano in finale per l'oro, i perdenti avanzano alla finale per il bronzo.
| Batteria | Rank | Nome             | Nazione     | Gara 1 | Gara 2 | Decider (sn) | Note |
| -------- | ---- | ---------------- | ----------- | ------ | ------ | ------------ | ---- |
| 1        | 1    | Mikhail Yakovlev | Israele     | X      | X      |              | QG   |
| 1        | 2    | Rayan Helal      | Francia     | +0.098 | +0.261 |              | QB   |
| 2        | 1    | Harrie Lavreysen | Paesi Bassi | X      | X      |              | QG   |
| 2        | 2    | Mateusz Rudyk    | Polonia     | +0.205 | +0.066 |              | QB   |

### Finali
| Rank                 | Nome             | Nazione     | Gara 1 | Gara 2 | Decider (sn) |
| -------------------- | ---------------- | ----------- | ------ | ------ | ------------ |
| Finale per l'oro     |                  |             |        |        |              |
| 1                    | Harrie Lavreysen | Paesi Bassi | X      | X      |              |
| 2                    | Mikhail Yakovlev | Israele     | +0.126 | +0.127 |              |
| Finale per il bronzo |                  |             |        |        |              |
| 3                    | Rayan Helal      | Francia     | X      | X      |              |
| 4                    | Mateusz Rudyk    | Polonia     | +0.050 | +0.307 |              |